# 2011年夏季世界大学生运动会巴西代表团

巴西代表团旗帜

2011年夏季世界大学生运动会巴西代表团是巴西所派出的2011年夏季世界大学生运动会代表团，该代表团共派出209名运动员参赛，共获得2枚金牌、4枚银牌和13枚铜牌。

## 奖牌榜
| 名次 | 代表团 | 金牌 | 银牌 | 铜牌 | 总数 |
| ---- | ------ | ---- | ---- | ---- | ---- |
| 23   | 巴西   | 2    | 4    | 12   | 18   |

## 奖牌获得者

### 金牌
1. 体操男子吊环：扎内蒂
2. 女子排球

### 银牌
1. 男子50米蛙泳：小若昂·戈梅斯
2. 男子4×100米自由泳接力
3. 帆船-公开470级：法比奥/加斯塔沃
4. 跆拳道-男子80-87公斤级：菲利克斯

### 铜牌
1. 柔道-女子70公斤级：波尔蒂戈侬
2. 柔道-男子81公斤级：维克托·佩纳尔贝
3. 柔道-男子73公斤级：考特尼
4. 男子100米蛙泳：小若昂·戈梅斯
5. 柔道女子无差别级：塞萨尔
6. 柔道男子无差别级：大卫-席尔瓦
7. 女子沙滩排球：艾莉泽/阿加莎
8. 男子铁饼：罗纳尔多-朱里奥
9. 女子足球
10. 男子排球
11. 男子足球